# Theopoesie
Der Begriff Theopoesie ist – in einer Anlehnung an die Theosophie – eine relativ neue Wortbildung. So bezeichnet Theosophie das Wissen um das Göttliche durch unmittelbare Erkenntnis (Gnosis), durch Erleben des Göttlichen und durch die mystische Vereinigung im Göttlichen. Die Theopoesie will hierfür zusätzlich die Fülle der Poesie einbeziehen.

## Beschreibung
In der modernen und postmodernen Theologie des 20. Jahrhunderts meint Theopoesie eine Form des Anspruchs auf religiöse Wahrheitsfähigkeit der Poesie. Dabei wird sich besonders auf traditionelle und häufig mystische religiöse Rede berufen unter Abgrenzung von dogmatischen Sichtweisen der Theologie. Diese Entwicklung wurde insbesondere begünstigt durch Einsichten der Hermeneutik, in der eine unhintergehbare Weltansicht entdeckt worden ist. In der protestantischen Theologie ist das Konzept von Dorothee Sölle maßgeblich entwickelt worden, in der katholischen von Karl-Josef Kuschel.
Im Dialog von Theologie und künstlerischer Literatur seit Beginn der 1980er Jahre nutzen beteiligte Autoren die Begriffe  „theopoetisch“, „Theopoetik“ und „Theopoesie“. Eine Konferenz im Jahr 1984 zum Thema Poesie und Theologie fand 1997 eine Fortsetzung unter dem Titel  „Theopoesie – Welchen Sinn hat es, von Gott poetisch zu reden? Poesie und Theologie in hermeneutischer Sicht“.
Kurt Marti überschrieb zu Beginn der 1990er Jahre seine Ausgabe der Psalmen mit dem Leitbegriff „Theopoesie“ und stellte fest, dass sie nicht nur in einer religiöse Nische gehören, sondern vom Dasein in allen sozialen und individuellen Aspekten sprechen. Es sei nicht ungewöhnlich, dass sie religiös sind, denn zu ihrer Zeit sei alles Leben auf Gott oder Götter bezogen worden. Daher seien die Psalmen einerseits zwar unzeitgemäß, andererseits sei gerade diese Unzeitgemäßheit auch in der Gegenwart von Bedeutung und sogar für Atheisten aktuell.
In den 1990er Jahren beschrieb Karl-Josef Kuschel Entsprechungen von Literatur und Theologie, zugleich literarische Werke als „Autonome Selbstzeugnisse der Dichter“ wahrnehmend, und erwartete von der Theologie, einen anderen Stil zu entwickeln als nur auf existentielle Fragen zu antworten. In seinem hermeneutischen Ansatz forderte er eine Verpflichtung der Theologie auf den Geist der Moderne, eine Ausrichtung auf die großen Werke der Weltliteratur und die Betrachtung der Literatur aus interreligiöser Perspektive.
Ein Ausgangspunkt von Dorothee Sölles Überlegungen war die Frage, warum sich im Abendland ein Versuch von Theologie als eines „Logos von Gott“ entwickelt hat, nicht aber eine „Theopoesie“. Sie sah in der wissenschaftlichen Theologie als geltende Leitprinzipien Logozentrismus, Kognitivismus und Szientismus, die sie als nicht ausreichend beurteilte, und in der Mystik eine Chance für eine Erneuerung der Theologie der Zukunft.
Peter Sloterdijk benutzt den Begriff „Theopoesie“ in seinem Buch Den Himmel zum Sprechen bringen. Über Theopoesie. Der Autor will verdeutlichen, dass jegliche theologische Deutung des Göttlichen in den Bereich der Poesie gehört und nicht in den der Philosophie und des Wissens. In allen Religionen sei etwas Dichterisches und Poetisches am Werk. Von den Religionen der Vergangenheit blieben im nachmetaphysischen, säkularen Zeitalter nur noch „Schriften, Gesten, Klangwelten, die noch den einzelnen unserer Tage gelegentlich helfen, sich mit aufgehobenen Formeln auf die Verlegenheit ihres einzigartigen Daseins zu beziehen.“